# Diogo de Couto

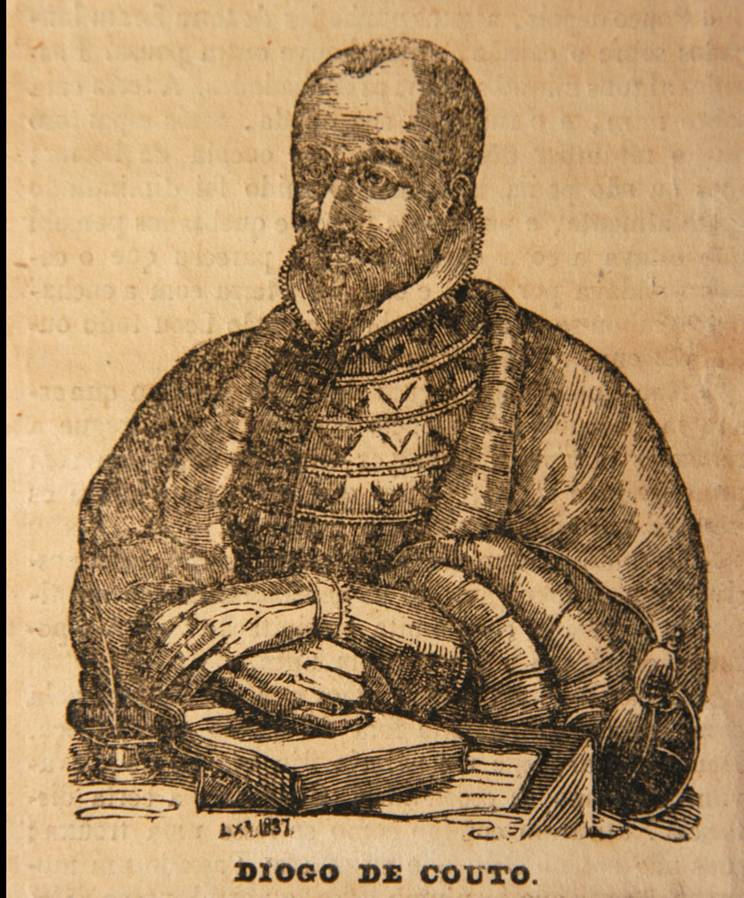
Diogo de Couto, houtsneedruk uit het tijdschrift O Panorama, 1837.

Diogo de Couto (Lissabon, ±1542 - Goa, 10 december 1616) was een Portugees koloniaal ambtenaar en geschiedschrijver. Hij is vooral bekend van zijn verslag van de Portugese aanwezigheid in Indië (zowel Voor-Indië als het Verre Oosten).

## Levensloop
De Couto studeerde Latijn en retorica aan het Colégio de Santo Antão en filosofie aan het Convento de Benfica. In 1559 reisde hij naar Portugees-India. Hij was een vriend van de dichter Luís de Camões, die in 1569 op het Ilha de Moçambique in schulden verkeerde. De Couto en andere vrienden bezochten De Camões aldaar, om samen terug te keren naar Lissabon. In april 1570 arriveerden ze op het schip Santa Clara in de haven van Lissabon, maar konden daar niet aanleggen vanwege een pestepidemie in de stad. In plaats daarvan gingen ze in het estuarium van de Taag bij Cascais voor anker. De Camões zou in Lissabon zijn bekendste werk, Os Lusíadas, publiceren en er financieel weer bovenop komen.
Na de dood van de geschiedschrijver João de Barros in oktober 1570, gaf koning Filips II van Spanje De Couto de opdracht diens werk, de Décadas da Ásia af te maken. De Décadas vormden op dat moment een vierdelige serie boeken over de vroege geschiedenis van de Portugezen in India. Om dit werk voort te zetten reisde De Couto terug naar India, waar hij nog 9 nieuwe delen van de Décadas schreef. Hij bekritiseerde daarin de corruptie en gewelddadigheid van de Portugese koloniale machthebbers.
Buiten de Décadas zijn nog enkele andere geschriften van De Couto bewaard gebleven, waaronder een verslag van de ondergang van een kraak voor de kust van São Tomé (tegenwoordig een wijk in Panaji). Hij schreef nog een werk, Diálogo do Soldado Prático, dat harde kritiek geeft op de toestanden in Portugees-India, met name de hebzucht van de rijken, de uitbuiting van de armen, een vermeend algeheel gebrek aan moraal en het achterhouden van de waarheid in de berichtgeving naar de Portugese koning.
- Bibsys: 90813020
- Biblioteca Nacional de España: XX1477286
- Bibliothèque nationale de France: cb12401430d (data)
- Gemeinsame Normdatei: 118872060
- International Standard Name Identifier: 0000 0001 0861 3555
- Library of Congress Control Number: n80104813
- Nationale Bibliotheek van Tsjechië: jo20201078264
- Nationale Bibliotheek van Israël: 987007276046605171
- Nederlandse Thesaurus van Auteursnamen: 069995621
- Istituto Centrale per il Catalogo Unico: UFIV105359
- LIBRIS: 267394
- SNAC: w6348jv0
- Système universitaire de documentation: 033115249
- Trove: 1092501
- Virtual International Authority File: 95903
- WorldCat: E39PBJvXfRCVrvd7Cf7CrqBMfq